# Dismodicus
Genre
Dismodicus est un genre d'araignées aranéomorphes de la famille des Linyphiidae.

## Distribution
Les espèces de ce genre se rencontrent en zone holarctique.

## Liste des espèces
Selon World Spider Catalog (version 19.0, 18/05/2018) :
- Dismodicus alticeps Chamberlin & Ivie, 1947
- Dismodicus bifrons (Blackwall, 1841)
- Dismodicus decemoculatus (Emerton, 1882)
- Dismodicus elevatus (C. L. Koch, 1838)
- Dismodicus fungiceps Denis, 1945
- Dismodicus modicus Chamberlin & Ivie, 1947

## Publication originale
- Simon, 1884 : Les arachnides de France. Paris, vol. 5, p. 180-885 (texte intégral).